# Лук'янов Сергій Володимирович
Сергій Володимирович Лук'янов (1910—1965) — радянський актор театру та кіно. Народний артист РРФСР (1952). Лауреат двох Сталінських премій другого ступеня (1951, 1952). Сучасному глядачеві найбільш відомий за фільмами 1950-х років: «Кубанські козаки», «Велика родина», «Справа Румянцева».

## Біографія
Сергій Лук'янов народився 14 (27 вересня) 1910 року в селі Нижнє  (до 1938 року - Донецька (Сталінська) область, нині Луганська область, Україна) в шахтарській сім'ї. Закінчив гірничопромислове училище, працював шахтарем. Навчався в студії при Харківському театрі імені Т. Г. Шевченка (1929—1931).
З 1929 року працював у театрах Донецька, Харкова, Архангельська, в 1942—1955 і в 1963—1965 роках — актор театру імені Євг. Вахтангова, в 1955—1956 роках — артист імені Вл. Маяковського, в 1956—1963 роках — актор МХАТ імені Горького. У кіно з 1944 року (фільм «Поєдинок»).
Актор став відомим українському глядачеві за фільмами 1950-х років: «Кубанські козаки» (Гордій Ворон), «Велика родина» (Матвій Журбін), «Справа Румянцева» (полковник Афанасьєв).
Сергій Лук'янов помер у Москві 1 березня 1965 на 55-му році життя від інфаркту під час виступу на зборах в Театрі імені Вахтангова. Похований актор на Новодівочому кладовищі (ділянка № 5).

## Сім'я
- перша дружина — Н. З. Тишкевич, від шлюбу дочка Т. С. Лук'янова, артистка Театру на Таганці і внучка Д. В. Повереннова.
- друга дружина — К. С. Лучко, від шлюбу дочка Оксана.

## Фільмографія
- 1944 — «Поєдинок», реж. В. Г. Легошин (слідчий Ларцев)
- 1947 — «Хлопчик з околиці», реж. В. Н. Журавльов (батько Андрія)
- 1949 — «Кубанські козаки», реж. І. А. Пир'єв (Гордій Гордійович Ворон)
- 1950 — «Донецькі шахтарі», реж. Л. Д. Луков (Олексій Кравцов, секретар обкому партії)
- 1951 — «Незабутній 1919 рік», реж. М. Е. Чіаурелі (генерал Родзянко)
- 1952 — «Повернення Василя Бортнікова» реж. В. І. Пудовкін (Василь Кузьмич Бортніков)
- 1953 — «Єгор Буличов та інші (фільм-спектакль)», реж. Ю. І. Солнцева, Б. Є. Захава (Єгор Буличов)
- 1953 — «Вихори ворожі», реж. М. К. Калатозов (Никанор)
- 1954 — «Велика родина», реж. І. Є. Хейфіц (Матвій Дорофійович Журбін)
- 1955 — «Дванадцята ніч», реж. Я. Б. Фрід (Антоніо)
- 1956 — «Справа Румянцева», реж. І. Є. Хейфіц (полковник Сергій Іванович Афанасьєв)
- 1957 — «До Чорного моря», реж. А. П. Тутишкін
- 1958 — «Олеко Дундич», реж. Л. Д. Луков (А. Г. Шкуро)
- 1958 — «Капітанська дочка», реж. В. П. Каплуновський (Омелян Пугачов)
- 1959 — «Фома Гордєєв», реж. М. С. Донський (Гнат Гордєєв)
- 1960 — «Повість полум'яних літ», реж. Ю. І. Солнцева (шкільний учитель Василь Маркович Рясний)
- 1963 — «Мелодії Дунаєвського», реж. Е. І. Пир'єв
- 1964 — «Державний злочинець», реж. Н. В. Розанцев (Юрій Золотицький (військовий злочинець, що ховається під ім'ям Олександр Омелянович Чернишов))
- 1965 — «Вони йшли на Схід» (Italiani brava gente), реж. Джузеппе де Сантіс, (Д. І. Васильєв — Командир партизанського загону)

## Звання
- Заслужений артист РРФСР (1947).
- Народний артист РРФСР (1952).

## Нагороди
- Сталінська премія другого ступеня (1951) — за виконання ролі Гордія Гордійовича Ворона у фільмі «Кубанські козаки» (1949).
- Сталінська премія другого ступеня (1952) — за виконання заголовної ролі у виставі «Єгор Буличов та інші» М. Горького на сцені МХАТ.
- Орден Трудового Червоного Прапора (1950).

## Джерело
- Біографія актора на сайті kino-teatr.ru [Архівовано 8 травня 2014 у Wayback Machine.]